# Danh sách tiểu hành tinh: 23801–23900
| Tên                    | Tên đầu tiên | Ngày phát hiện      | Nơi phát hiện                      | Người phát hiện                    |
| ---------------------- | ------------ | ------------------- | ---------------------------------- | ---------------------------------- |
| 23801 Erikgustafson    | 1998 QQ38    | 17 tháng 8 năm 1998 | Socorro                            | LINEAR                             |
| 23802 -                | 1998 QA39    | 17 tháng 8 năm 1998 | Socorro                            | LINEAR                             |
| 23803 -                | 1998 QE39    | 17 tháng 8 năm 1998 | Socorro                            | LINEAR                             |
| 23804 Haber            | 1998 QR39    | 17 tháng 8 năm 1998 | Socorro                            | LINEAR                             |
| 23805 -                | 1998 QB40    | 17 tháng 8 năm 1998 | Socorro                            | LINEAR                             |
| 23806 -                | 1998 QD40    | 17 tháng 8 năm 1998 | Socorro                            | LINEAR                             |
| 23807 -                | 1998 QM40    | 17 tháng 8 năm 1998 | Socorro                            | LINEAR                             |
| 23808 Joshuahammer     | 1998 QL42    | 17 tháng 8 năm 1998 | Socorro                            | LINEAR                             |
| 23809 Haswell          | 1998 QC44    | 17 tháng 8 năm 1998 | Socorro                            | LINEAR                             |
| 23810 -                | 1998 QO45    | 17 tháng 8 năm 1998 | Socorro                            | LINEAR                             |
| 23811 Connorivens      | 1998 QB46    | 17 tháng 8 năm 1998 | Socorro                            | LINEAR                             |
| 23812 Jannuzi          | 1998 QR46    | 17 tháng 8 năm 1998 | Socorro                            | LINEAR                             |
| 23813 -                | 1998 QT46    | 17 tháng 8 năm 1998 | Socorro                            | LINEAR                             |
| 23814 Bethanylynne     | 1998 QE49    | 17 tháng 8 năm 1998 | Socorro                            | LINEAR                             |
| 23815 -                | 1998 QF49    | 17 tháng 8 năm 1998 | Socorro                            | LINEAR                             |
| 23816 Rohitkamat       | 1998 QF50    | 17 tháng 8 năm 1998 | Socorro                            | LINEAR                             |
| 23817 Gokulk           | 1998 QX50    | 17 tháng 8 năm 1998 | Socorro                            | LINEAR                             |
| 23818 Matthewlepow     | 1998 QZ50    | 17 tháng 8 năm 1998 | Socorro                            | LINEAR                             |
| 23819 -                | 1998 QK54    | 27 tháng 8 năm 1998 | Anderson Mesa                      | LONEOS                             |
| 23820 -                | 1998 QT69    | 24 tháng 8 năm 1998 | Socorro                            | LINEAR                             |
| 23821 Morganmonroe     | 1998 QZ69    | 24 tháng 8 năm 1998 | Socorro                            | LINEAR                             |
| 23822 -                | 1998 QC70    | 24 tháng 8 năm 1998 | Socorro                            | LINEAR                             |
| 23823 -                | 1998 QJ70    | 24 tháng 8 năm 1998 | Socorro                            | LINEAR                             |
| 23824 -                | 1998 QX72    | 24 tháng 8 năm 1998 | Socorro                            | LINEAR                             |
| 23825 -                | 1998 QD73    | 24 tháng 8 năm 1998 | Socorro                            | LINEAR                             |
| 23826 -                | 1998 QO73    | 24 tháng 8 năm 1998 | Socorro                            | LINEAR                             |
| 23827 -                | 1998 QG74    | 24 tháng 8 năm 1998 | Socorro                            | LINEAR                             |
| 23828 -                | 1998 QK76    | 24 tháng 8 năm 1998 | Socorro                            | LINEAR                             |
| 23829 -                | 1998 QR77    | 24 tháng 8 năm 1998 | Socorro                            | LINEAR                             |
| 23830 -                | 1998 QZ85    | 24 tháng 8 năm 1998 | Socorro                            | LINEAR                             |
| 23831 Mattmooney       | 1998 QK86    | 24 tháng 8 năm 1998 | Socorro                            | LINEAR                             |
| 23832 -                | 1998 QW89    | 24 tháng 8 năm 1998 | Socorro                            | LINEAR                             |
| 23833 Mowers           | 1998 QS90    | 28 tháng 8 năm 1998 | Socorro                            | LINEAR                             |
| 23834 Mukhopadhyay     | 1998 QW90    | 28 tháng 8 năm 1998 | Socorro                            | LINEAR                             |
| 23835 -                | 1998 QF91    | 28 tháng 8 năm 1998 | Socorro                            | LINEAR                             |
| 23836 -                | 1998 QS93    | 17 tháng 8 năm 1998 | Socorro                            | LINEAR                             |
| 23837 Matthewnanni     | 1998 QY93    | 17 tháng 8 năm 1998 | Socorro                            | LINEAR                             |
| 23838 -                | 1998 QB96    | 19 tháng 8 năm 1998 | Socorro                            | LINEAR                             |
| 23839 -                | 1998 QO100   | 26 tháng 8 năm 1998 | La Silla                           | E. W. Elst                         |
| 23840 -                | 1998 QP100   | 26 tháng 8 năm 1998 | La Silla                           | E. W. Elst                         |
| 23841 -                | 1998 QG102   | 26 tháng 8 năm 1998 | La Silla                           | E. W. Elst                         |
| 23842 -                | 1998 QM106   | 25 tháng 8 năm 1998 | La Silla                           | E. W. Elst                         |
| 23843 -                | 1998 QU106   | 25 tháng 8 năm 1998 | La Silla                           | E. W. Elst                         |
| 23844 Raghvendra       | 1998 QB109   | 17 tháng 8 năm 1998 | Socorro                            | LINEAR                             |
| 23845                  | 1998 RB      | 2 tháng 9 năm 1998  | Dynic                              | A. Sugie                           |
| 23846 -                | 1998 RF      | 1 tháng 9 năm 1998  | Woomera                            | F. B. Zoltowski                    |
| 23847 -                | 1998 RC1     | 12 tháng 9 năm 1998 | Oizumi                             | T. Kobayashi                       |
| 23848 -                | 1998 RJ1     | 10 tháng 9 năm 1998 | Đài thiên văn Zvjezdarnica Višnjan | Đài thiên văn Zvjezdarnica Višnjan |
| 23849 -                | 1998 RA19    | 14 tháng 9 năm 1998 | Socorro                            | LINEAR                             |
| 23850 Ramaswami        | 1998 RJ34    | 14 tháng 9 năm 1998 | Socorro                            | LINEAR                             |
| 23851 Rottman-Yang     | 1998 RZ34    | 14 tháng 9 năm 1998 | Socorro                            | LINEAR                             |
| 23852 Laurierumker     | 1998 RN35    | 14 tháng 9 năm 1998 | Socorro                            | LINEAR                             |
| 23853 -                | 1998 RZ35    | 14 tháng 9 năm 1998 | Socorro                            | LINEAR                             |
| 23854 Rickschaffer     | 1998 RD40    | 14 tháng 9 năm 1998 | Socorro                            | LINEAR                             |
| 23855 Brandonshih      | 1998 RD44    | 14 tháng 9 năm 1998 | Socorro                            | LINEAR                             |
| 23856 -                | 1998 RU47    | 14 tháng 9 năm 1998 | Socorro                            | LINEAR                             |
| 23857 -                | 1998 RT50    | 14 tháng 9 năm 1998 | Socorro                            | LINEAR                             |
| 23858 Ambrosesoehn     | 1998 RG53    | 14 tháng 9 năm 1998 | Socorro                            | LINEAR                             |
| 23859 -                | 1998 RX55    | 14 tháng 9 năm 1998 | Socorro                            | LINEAR                             |
| 23860 -                | 1998 RU56    | 14 tháng 9 năm 1998 | Socorro                            | LINEAR                             |
| 23861 Benjaminsong     | 1998 RM58    | 14 tháng 9 năm 1998 | Socorro                            | LINEAR                             |
| 23862 -                | 1998 RU59    | 14 tháng 9 năm 1998 | Socorro                            | LINEAR                             |
| 23863 -                | 1998 RB62    | 14 tháng 9 năm 1998 | Socorro                            | LINEAR                             |
| 23864 -                | 1998 RP64    | 14 tháng 9 năm 1998 | Socorro                            | LINEAR                             |
| 23865 Karlsorensen     | 1998 RK65    | 14 tháng 9 năm 1998 | Socorro                            | LINEAR                             |
| 23866 -                | 1998 RC69    | 14 tháng 9 năm 1998 | Socorro                            | LINEAR                             |
| 23867 Cathsoto         | 1998 RG71    | 14 tháng 9 năm 1998 | Socorro                            | LINEAR                             |
| 23868 -                | 1998 RA73    | 14 tháng 9 năm 1998 | Socorro                            | LINEAR                             |
| 23869 -                | 1998 RF74    | 14 tháng 9 năm 1998 | Socorro                            | LINEAR                             |
| 23870 -                | 1998 RW75    | 14 tháng 9 năm 1998 | Socorro                            | LINEAR                             |
| 23871 -                | 1998 RC76    | 14 tháng 9 năm 1998 | Socorro                            | LINEAR                             |
| 23872 -                | 1998 RH76    | 14 tháng 9 năm 1998 | Socorro                            | LINEAR                             |
| 23873 -                | 1998 RL76    | 14 tháng 9 năm 1998 | Socorro                            | LINEAR                             |
| 23874 -                | 1998 RB77    | 14 tháng 9 năm 1998 | Socorro                            | LINEAR                             |
| 23875 Strube           | 1998 RC77    | 14 tháng 9 năm 1998 | Socorro                            | LINEAR                             |
| 23876 -                | 1998 RZ79    | 14 tháng 9 năm 1998 | Socorro                            | LINEAR                             |
| 23877 Gourmaud         | 1998 SP      | 16 tháng 9 năm 1998 | Caussols                           | ODAS                               |
| 23878 -                | 1998 SN2     | 18 tháng 9 năm 1998 | Caussols                           | ODAS                               |
| 23879 -                | 1998 SX4     | 17 tháng 9 năm 1998 | Anderson Mesa                      | LONEOS                             |
| 23880 Tongil           | 1998 SG5     | 18 tháng 9 năm 1998 | Younchun                           | T. H. Lee                          |
| 23881 -                | 1998 SP7     | 20 tháng 9 năm 1998 | Kitt Peak                          | Spacewatch                         |
| 23882 Fredcourant      | 1998 SC12    | 22 tháng 9 năm 1998 | Caussols                           | ODAS                               |
| 23883 -                | 1998 SL12    | 21 tháng 9 năm 1998 | Đài thiên văn Zvjezdarnica Višnjan | Đài thiên văn Zvjezdarnica Višnjan |
| 23884 Karenharvey      | 1998 SY12    | 20 tháng 9 năm 1998 | Goodricke-Pigott                   | R. A. Tucker                       |
| 23885 -                | 1998 SE13    | 16 tháng 9 năm 1998 | Caussols                           | ODAS                               |
| 23886 -                | 1998 SV23    | 17 tháng 9 năm 1998 | Anderson Mesa                      | LONEOS                             |
| 23887 -                | 1998 SA24    | 17 tháng 9 năm 1998 | Anderson Mesa                      | LONEOS                             |
| 23888 -                | 1998 SZ24    | 18 tháng 9 năm 1998 | Anderson Mesa                      | LONEOS                             |
| 23889 Hermanngrassmann | 1998 SC28    | 16 tháng 9 năm 1998 | Prescott                           | P. G. Comba                        |
| 23890 Quindou          | 1998 SO35    | 22 tháng 9 năm 1998 | Caussols                           | ODAS                               |
| 23891 -                | 1998 SC49    | 23 tháng 9 năm 1998 | Đài thiên văn Zvjezdarnica Višnjan | Đài thiên văn Zvjezdarnica Višnjan |
| 23892 -                | 1998 SH49    | 23 tháng 9 năm 1998 | Uccle                              | T. Pauwels                         |
| 23893 Lauman           | 1998 SL54    | 16 tháng 9 năm 1998 | Anderson Mesa                      | LONEOS                             |
| 23894 -                | 1998 SM56    | 16 tháng 9 năm 1998 | Anderson Mesa                      | LONEOS                             |
| 23895 -                | 1998 SH58    | 17 tháng 9 năm 1998 | Anderson Mesa                      | LONEOS                             |
| 23896 -                | 1998 SF59    | 17 tháng 9 năm 1998 | Anderson Mesa                      | LONEOS                             |
| 23897 -                | 1998 SA60    | 17 tháng 9 năm 1998 | Anderson Mesa                      | LONEOS                             |
| 23898 -                | 1998 SG60    | 17 tháng 9 năm 1998 | Anderson Mesa                      | LONEOS                             |
| 23899 -                | 1998 SE61    | 17 tháng 9 năm 1998 | Anderson Mesa                      | LONEOS                             |
| 23900 -                | 1998 SO61    | 17 tháng 9 năm 1998 | Anderson Mesa                      | LONEOS                             |